# 利瑟姆
利瑟姆是德国莱茵兰-普法尔茨州的一个市镇。总面积2.99平方公里，总人口75人，其中男性37人，女性38人（2011年12月31日），人口密度25人/平方公里。